# Lafajana cupra
Lafajana cupra là một loài bướm đêm thuộc phân họ Arctiinae, họ Erebidae.